# Pawłów (powiat sandomierski)
Pawłów – wieś w Polsce położona w województwie świętokrzyskim, w powiecie sandomierskim, w gminie Zawichost.
W latach 1975–1998 miejscowość należała administracyjnie do województwa tarnobrzeskiego.
W obszar wsi wchodzą:
| SIMC    | Nazwa      | Rodzaj  |
| ------- | ---------- | ------- |
| 0811709 | Pawłów     | kolonia |
| 0811715 | Szymanówka | osada   |